# Sèrra Baisha deth Montlude
La Sèrra Baisha deth Montlude és una serra situada als municipis de Bossòst i Vilamòs a la Vall d'Aran, amb una elevació màxima de 2.519 metres.